# Elvira Espejo Ayca
Elvira Espejo Ayca, née en 1981, est une artiste bolivienne, tisseuse, conteuse de la tradition orale, réalisatrice de documentaires et poétesse. Elle est directrice du Museo Nacional de Etnografía y Folklore (es) de La Paz jusqu'en 2020. En 2020, elle est co-lauréate de la médaille Goethe pour l'amélioration des échanges culturels.

## Biographie
Ayca nait à Ayllu Qaqachaca dans le département bolivien d'Oruro en 1981. Elle grandit dans une communauté indigène de la province d'Avaroa. Elle n'est pas encouragée à avoir de l'ambition et doit rompre avec son Ayllu nommé Qaqachaka, mais elle s'est toujours souvenue de sa propre culture.
Elle étudie au lycée de Challapata où elle a été attirée par la peinture. Elle poursuit ses études supérieures à La Paz où elle étudie à l'Academia Nacional de Bellas Artes Hernando Siles (es).
Elle étudie ensuite les langues non écrites. Elle parle l'Aymara et le Quechua.
Elle voulait être peintre mais après avoir entendu un haïku japonais elle commence à écrire de la poésie.
En 2006 elle publie awutuq parla et Phaqar kirki-t ́ikha takiy takiy – Canto a las Flores, un recueil de poèmes qui remporte le prix du « meilleur poète international » au Festival mondial de la poésie vénézuélienne l'année suivante.
Elle devient directrice du Museo Nacional de Etnografía y Folklore (es) à La Paz. Elle est limogée en juin 2020 par le gouvernement provisoire brésilien malgré les protestations internationales.
En 2020 elle reçoit la médaille Goethe aux côtés des écrivains anglais pro-européens Ian McEwan et Zukiswa Wanner. Ayca est choisie en raison des échanges interculturels qu'elle encourage entre l'Europe et l'Amérique du Sud. La commission allemande qui a décerné la médaille l'a qualifiée de « véritable bâtisseuse de ponts ».

## Expositions
- Principio Potosí (2011) en Espagne, Allemagne et Bolivie
- Pintisa II, Cochabamba[7]

## Publications
- Con Denise Y. Arnold y Freddy Maidana, Tejiendo la vida. La Colección Textil del Museo Nacional de Etnografía y Folklore, según la cadena productiva
- Con Denise Y. Arnold, A Comparison of War Iconography in the Archaeological Textiles of Paracas-Topará (in Southern Peru) and in the Weavings of Ayllu Qaqachaka (Bolivia)
- Con Denise Y. Arnold, On Drinking Cups and Constellations: Some Relations Between Aymara Astronomical and Textual Practices in Qaqachaka ayllu (Bolivia)
- Con Denise Y. Arnold, "The Andean Science of Weaving Structures and Techniques of Warp-faced Weaves Denise Y. Arnold, Elvira Espejo" (Thames & Huson)